# Carlisme (Roumanie)
Pour les articles homonymes, voir Carlisme (homonymie).
Pour le mouvement espagnol, voir Carlisme.

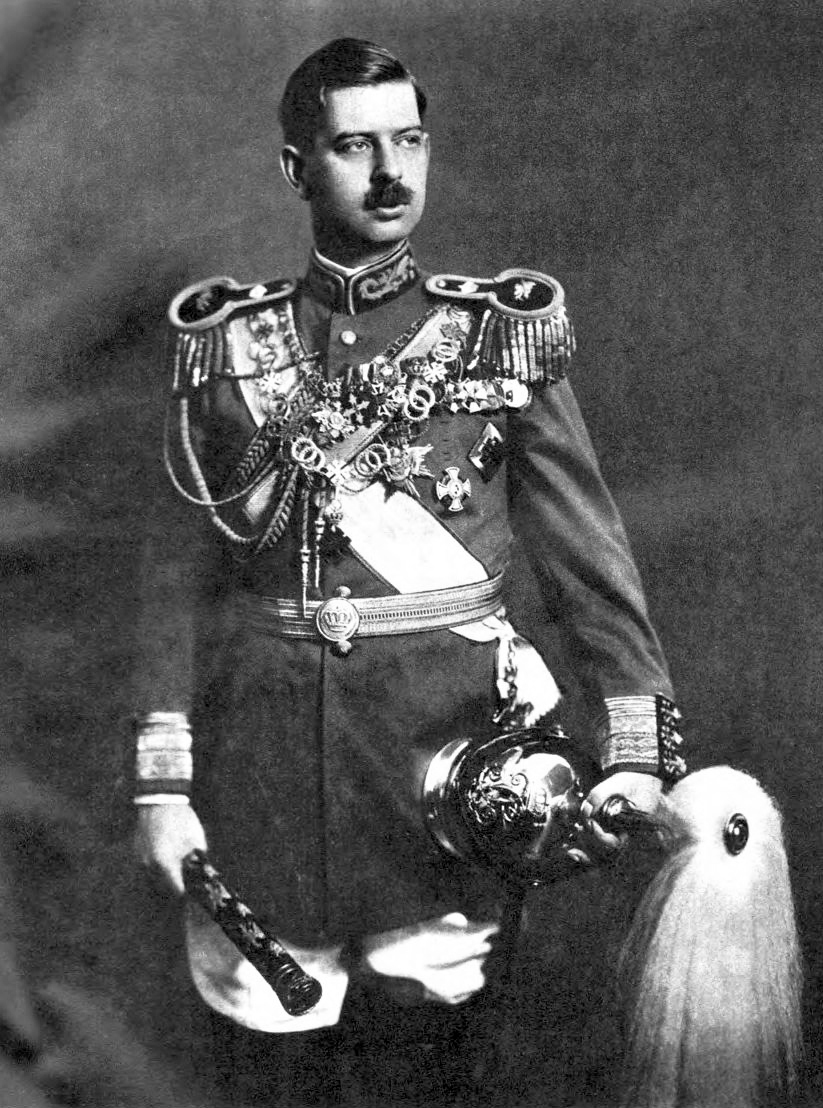
Le roi Carol II de Roumanie dans les années 1930.

« Carlisme » (en roumain Carlismul) désigne, dans l'histoire de la Roumanie, le mouvement du « Front de la Renaissance nationale » (Frontul Renașterii naționale, FRN) qui réclame, à la fin des années 1920, le remplacement sur le trône du jeune Michel Ier, encore enfant, par son père : le futur Carol II. Ce mouvement légitimiste, anti-parlementaire et autoritaire critique les autres partis politiques jugés corrompus et facteurs de désunion face aux extrémismes nationaliste et communiste, et rencontre un large écho dans la classe moyenne, alors que les mouvements plus extrémistes séduisent davantage la jeunesse. Huit ans après le retour du roi en 1930, le mouvement carliste favorise l'instauration, dans le royaume de Roumanie, d'une « dictature royale » qui dure de 1938 à 1940 et entre en état de quasi-guerre civile avec la « Garde de fer » fasciste.

## Histoire

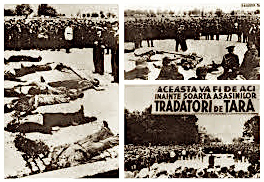
Membres de la « Garde de fer » fasciste abattus en septembre 1939 par la gendarmerie sous la dictature carliste : la banderole proclame « ainsi finissent les assassins traîtres à leur pays », les fascistes étant considérés comme des « agents de l'Allemagne », tout comme les communistes étaient traités en « agents de l'URSS ».

Carol II avait été déposé et exilé en 1925 en raison de sa vie privée dissolue, et son fils mineur Michel Ier mis sur le trône, entouré d'un conseil de régence constitué par les chefs des partis parlementaires et présidé par Miron Cristea (à la fois patriarche orthodoxe, franc-maçon et homme politique). Au bout de 17 ans de parlementarisme chaotique ponctué de crises ministérielles fréquentes et menacé par les attentats et les assassinats des fascistes et des communistes sur fond de crise économique mondiale, Cristea ne croit plus aux vertus de la démocratie et du libéralisme, et le proclame. C'est aussi l'évolution du philosophe universitaire Nae Ionescu et de ses disciples.
Début 1938, dans le contexte de l'affaiblissement de la Petite Entente face à l'Allemagne nazie, la régence cherche à donner des gages à l'Axe Rome-Berlin en nommant un gouvernement nationaliste et xénophobe dirigé par Octavian Goga qui interdit la franc-maçonnerie, introduit dans la fonction publique, l'enseignement et l'armée des numerus clausus en faveur des « Roumains de souche » et retire leur citoyenneté à 225 222 (36,50 %) d'entre les Juifs roumains, les rendant apatrides sous prétexte qu'ils n'étaient pas roumanophones, ce qui les prive de leurs droits civiques et du droit à la propriété foncière,.
Le régent Miron Cristea ne contrarie pas mais favorise les menées des carlistes. Pourtant le roi heurte les partis démocratiques qui craignent son autoritarisme, l'Église qui lui reproche son style de vie et son épicurisme affiché, et les « légionnaires » de la Garde de fer qui le qualifient d'« exploiteur étranger parasitant la nation roumaine » (Corneliu Codreanu ; cette expression sera par la suite utilisée par les communistes).
Le 10 février 1938 les Carlistes mènent contre le Parlement un coup d'État donnant les pleins pouvoirs au « Front de la Renaissance nationale » soit, en pratique, à Carol II. Le nouveau régime est appelé « dictature carliste » (dictatura carlistă) par la population et par ses adversaires : il modifie profondément la constitution de 1923 pour priver le Parlement de la plupart de ses pouvoirs et étendre ceux du roi de manière quasi discrétionnaire. Le décret royal prévaut désormais sur la loi. Le régime carliste emprisonne sans jugement ses opposants comme Nae Ionescu (qui en mourra), fait tuer Corneliu Codreanu chef de la Garde de Fer, fait tirer sans sommation sur les rassemblements de la Garde de Fer (qui réplique en assassinant ministres et universitaires) et, malgré la « trahison de Munich » qui provoque l'effondrement de la Petite Entente, choisit de rester fidèle à la politique étrangère de la Roumanie, alliée de la France et de la Grande-Bretagne qui garantissent ses frontières le 13 mai 1939. Mais en même temps, Carol II cherche l'apaisement avec l'Allemagne et l'URSS,: il n'abolit pas les décrets discriminatoires du gouvernement Goga et offre aux pays de l'Axe les facilités économiques dont seuls les Alliés avaient jusqu'alors bénéficié : ainsi, les raffineries de Ploiești, dont les investisseurs étaient principalement américains et britanniques, exporteront-elles à bas prix du carburant vers le Troisième Reich.
Respectueux des traités liant Bucarest et Varsovie, Carol II ouvre ses frontières au gouvernement polonais et aux rescapés de son armée après l'invasion germano-soviétique de septembre 1939, utilisant le Service maritime roumain pour transporter les forces polonaises à Alexandrie où elles intègrent les troupes britanniques. Cette politique fait dire à Hitler : « la Roumanie est comme les États-Unis : elle est officiellement neutre, mais en réalité elle nous livre une guerre froide ».
En juin 1940, la France s'effondre à son tour, la Grande-Bretagne subit le Blitz et semble sur le point de succomber : Carol II se voit privé des derniers soutiens français et britanniques. Pressé par l'ambassadeur allemand Wilhelm Fabricius (de), il est contraint de céder à l'ultimatum soviétique du 28 juin 1940 et au diktat de Vienne du 30 août 1940 : la Roumanie doit abandonner aux alliés du Troisième Reich la Bessarabie et la Bucovine septentrionale, occupées par l'URSS, la Dobroudja du Sud rendue à la Bulgarie et la Transylvanie du Nord rendue à la Hongrie. Les « légionnaires » et une partie de l'opinion le considèrent comme responsable de ce démembrement de la « Grande Roumanie » et, le 5 septembre 1940, un nouveau coup d'État le contraint à confier la présidence du Conseil au général Ion Antonescu, proche des extrémistes de droite : c'est la fin du Carlisme roumain.

## Conséquences
La mémoire grand public du carlisme roumain est quasi nulle : quelques articles dans les revues historiques, beaucoup d'allusions à la vie dissolue de Carol II, peu d'analyses scientifiques sur documents (en dehors des sources citées ci-dessous) et un classement quasi systématique parmi les « dictatures fascistes », alors que la lutte de ce régime contre la Garde de Fer et son attitude vis-à-vis de la Pologne envahie en font un régime certes conservateur, mais certainement pas « fasciste » (contrairement à son successeur le régime d'Antonescu). À moins, bien sûr, de considérer que les numerus clausus au profit des « citoyens de souche » et au détriment des minorités (mesure discriminatoire existant alors aussi dans les pays voisins et dans la plupart des États-Unis) suffisent à définir le « fascisme ».

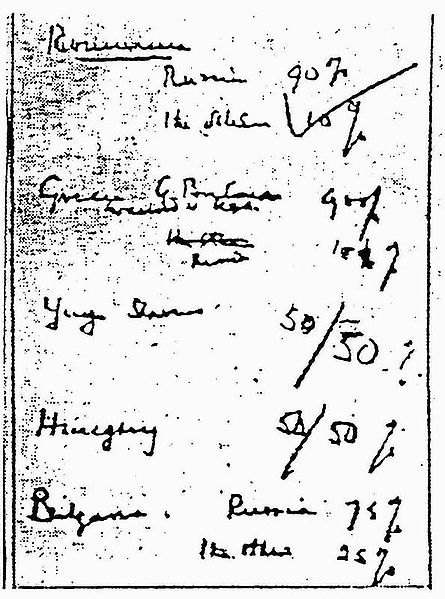
Conservé à la Bildarchiv der Österreichischen Nationalbibliothek de Vienne, le fameux « accord des pourcentages » contresigné par Churchill et Staline à Moscou le 9 octobre 1944.

Quoi qu'il en soit, le Carlisme a échoué face aux extrémismes soutenus par l'Allemagne nazie et l'URSS stalinienne. Carol II doit s'exiler une seconde fois : les « légionnaires » de la Garde de Fer mitraillent son train à la frontière yougoslave. Réfugié au Portugal, il y mourra après la guerre sans avoir revu son pays natal. Le maréchal Ion Antonescu, auto-proclamé « Pétain roumain », replace sur le trône Michel Ier désormais adolescent, instaure un régime totalitaire satellite de l'Allemagne nazie, et engage la Roumanie dans la guerre aux côtés de cette dernière.
À son tour, Michel Ier devenu adulte, organise un coup d'État le 23 août 1944 en faisant arrêter Antonescu et en plaçant la Roumanie dans le camp allié jusqu'à la fin de la guerre, dans l'espoir de sauvegarder la monarchie et la démocratie. Espoir déçu dès le 6 mars 1945 (instauration de la dictature communiste) car le sort de la Roumanie était en fait scellé depuis le 9 octobre 1944, lorsqu'à Moscou les Alliés l'avaient, avec la Bulgarie, livrée à Staline en échange de l'abandon par celui-ci de la résistance communiste grecque (prête, après avoir vaincu les nazis, à résister aux Britanniques). Michel Ier doit abdiquer et s'exiler lui aussi le 30 décembre 1947 et laisser les communistes, déjà au pouvoir depuis près de trois ans, instaurer une république communiste qui durera jusqu'au 22 décembre 1989.